# Pissouri
Pissouri (Grieks: Πισσουρι) is een Cypriotische badplaats gelegen in de gemeente Limassol (dertig kilometer ten westen van het centrum van Limassol) tussen Limassol en Páphos. Pissouri ligt op ongeveer drie kilometer van de baai genaamd Cape Aspro en is gebouwd op de zijkant van een groene heuvel. De stad Pissouri is verdeeld in twee gedeelten. Pissouri Village, gelegen boven op de berg en Pissouri Jetty, gelegen aan de baai van Pissouri. De totale bevolking wordt geschat op ongeveer 1100 mensen. De ene helft daarvan zijn Cyprioten, de andere helft bestaat uit voornamelijk Britten. Belangrijke bronnen van inkomsten van de stad zijn het toerisme en de wijnindustrie. In Pissouri zijn verschillende winkels, tavernes, restaurants en bars.

## Klimaat

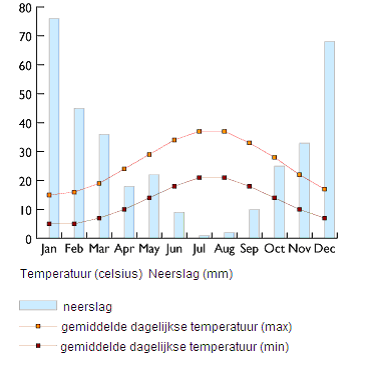
Het klimaat in Pissouri

’s Zomers kunnen de temperaturen oplopen tot 45°C. De zomers zijn droog en de winters mild, maar rijk aan neerslag (vooral in december en januari). Toch behoort Cyprus met 320 dagen zon per jaar tot de meest zonovergoten gebieden rond de Middellandse Zee. De temperatuur van het water kan oplopen tot 27°C.

## Toerisme

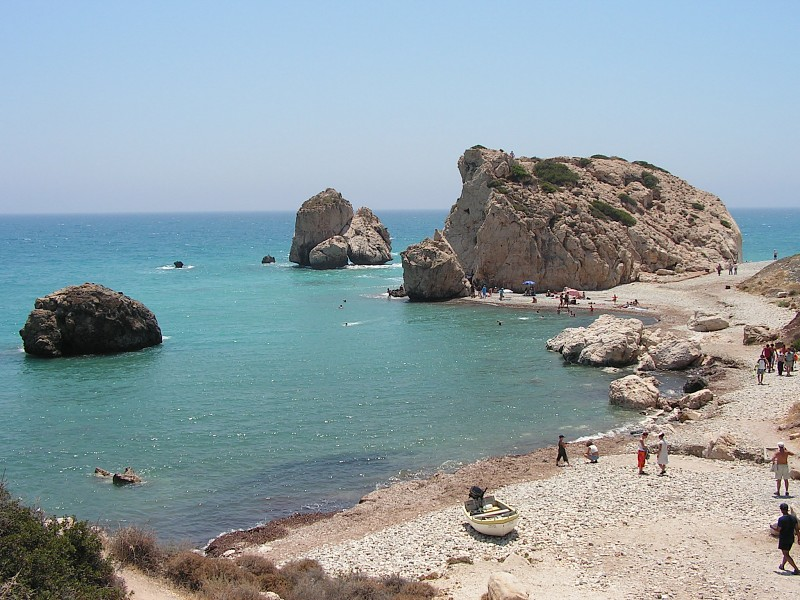
Pétra tou Romioú

Langs de kust van Pissouri liggen een aantal grote rotsen in het water. Een van die rotsen, Pétra tou Romioú geheten, heeft de godin Aphrodite volgens de legende voor het eerst het land betreden. Volgens de legende zwierf ze lange tijd op zee, maar kwam aan op het strand van Pissouri. De baai ligt dicht bij de steile kust.